# Делюк, Жан Андре
Жан Андре Делюк (фр. Jean André Deluc, 1727, Женева — 1817, Виндзор) — геолог и метеоролог.
Читал лекции английской королеве в Лондоне, потом был профессором философии в Гёттингене.
Работы по молекулярной физике, теплоте, электричеству, оптике. Исследовал расширение жидкостей и воздуха, процессы испарения, плавления и кипения, скрытую теплоту. В 1754—1755 годах показал, что температура при плавлении льда не меняется и на его переход в воду требуется дополнительное тепло. Обнаружил аномалии в тепловом расширении воды, в частности нашел, что вода имеет максимальную плотность не при температуре замерзания, а при 4°С (1772). 
Первый ввёл поправку к показаниям барометра на температуру (барометрическая поправка Делюка), дал формулу и составил таблицу. Использовал барометр для измерения высоты, предложил сифонный барометр. Построил (1781) гигрометр из китового уса (гигрометр Делюка), усовершенствовал его в 1787 году. 
Определил коэффициент расширения воздуха. Разработал теории электричества (1787) и теплоты. Изобрёл сухой элемент. Член Лондонского королевского общества (1773) и Парижской АН (1803 г.). В 1791 году Делюк был награждён медалью Копли. В его честь назван кратер Делюк на Луне.

## Труды
- «Исследования атмосферных изменений» (фр. Recherches sur les modifications de l’atmosphère», 1772),
- «Физические и моральные письма об истории земли и человека» (фр. Lettres physiques et morales sur l’histoire de la terre et de l’homme, 1779—1780),
- «Новые идеи о метеорологии» (фр. Nouvelles idées sur la météorologie, 1786),
- «Введение в земную физику через расширяющиеся жидкости» (фр. Introduction à la physique terrestre par les fluides expansibles, 1803)